# Bundesstrasse 71
Bundesstrasse 71 är en förbundsväg i Tyskland. Vägen går genom förbundsländerna Bremen, Niedersachsen och Sachsen-Anhalt. Vägen börjar i Bremerhaven och slutar i Könnern cirka 26 km NV om Halle an der Saale. Vägen passerar bland annat Magdeburg på sina 391 kilometer.